# Szabadhídvég
Szabadhídvég è un comune dell'Ungheria di 980 abitanti (dati 2001). È situato nella contea di Fejér.